# 谷越ビル
谷越ビル（やごえビル）は、かつて群馬県館林市本町2丁目に存在した雑居ビルである。特徴的な形状で親しまれ、館林が舞台であるアニメ『宇宙よりも遠い場所』の聖地であった。

## 歴史
館林の目抜き通りである本町通に面して、1971年（昭和46年）に谷越ビル商店街が完成。衣料品、玩具などを販売する店舗が集まった。
2018年（平成30年）、館林を舞台としたアニメ『宇宙よりも遠い場所』のオープニングに本ビルが登場したことで、本ビルは一躍有名となり、同アニメの聖地となった。しかし2021年（令和3年）、面していた本町通りの拡張工事に伴い、周辺の同アニメ聖地と同様に本ビルも解体の対象となり、惜しまれながら姿を消した。解体に先立ち、歴史的建造物調査として東京電機大学 未来科学部 建築学科が現地調査を実施している。

## 入居していたテナント
- かわしま薬局
- さぬきや - 呉服店

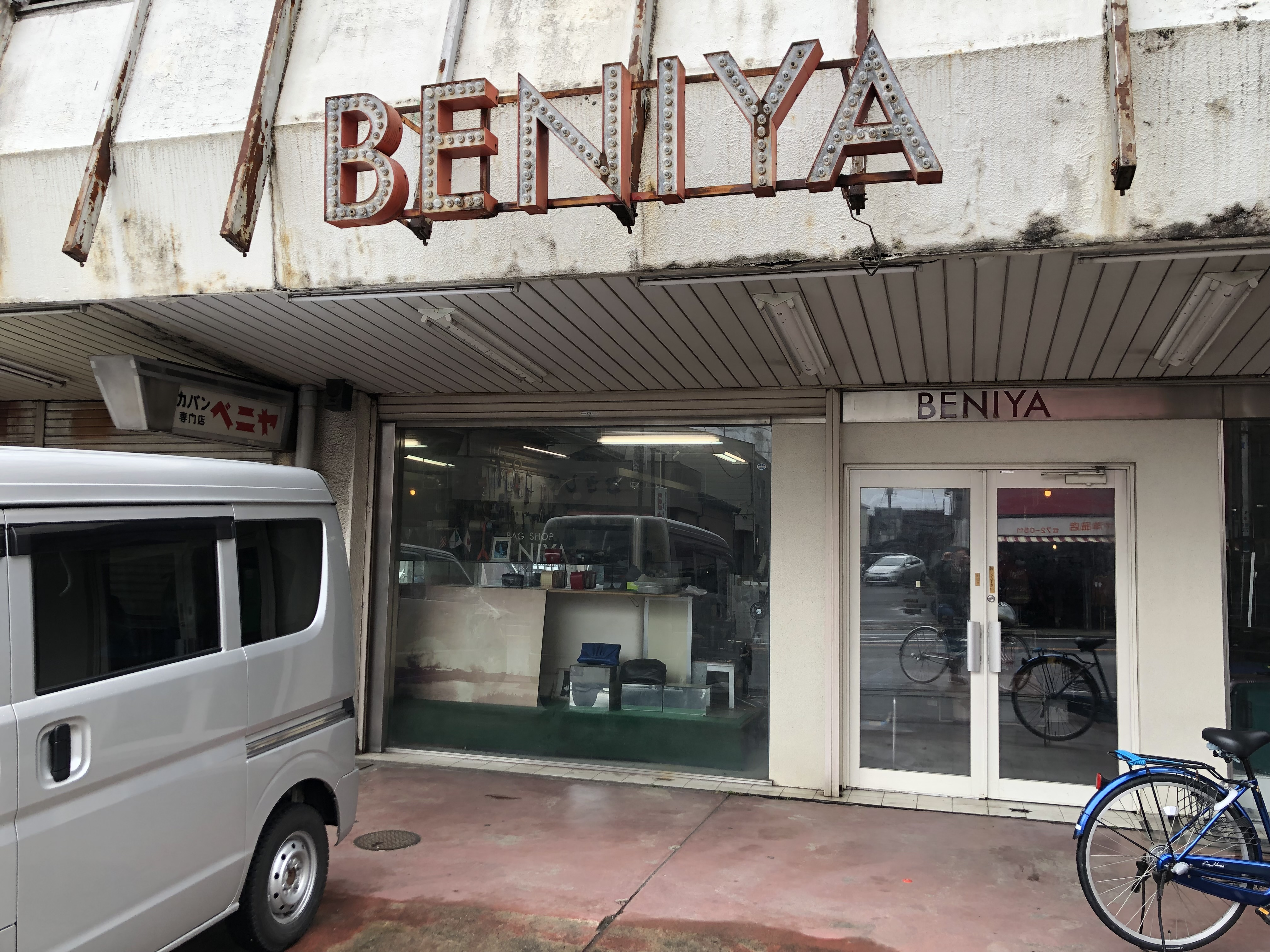
BENIYA

- BENIYA - 鞄屋。女性宇宙飛行士向井千秋の実家[4][5]。ビル解体後の跡地で店舗新築し営業。
- スズキストア - 学生服販売。本町1丁目に移転し営業[6]。
- おもちゃのアオキ

## 年表
- 1971年（昭和46年） - 谷越ビル商店街が完成[1]。
- 1994年（平成6年）
  - 7月 - 出身の女性宇宙飛行士向井千秋が、スペースシャトル「コロンビア号」で宇宙に出た[7]。
- 2018年（平成30年）
  - 1月 - テレビアニメーション『宇宙よりも遠い場所』放映開始。本ビルが同アニメ聖地となった[2]。
- 2021年（令和3年）
  - 3月 - 解体工事始まる[8]。
  - 5月 - 解体完了 [9][10]。